# Kapková závlaha

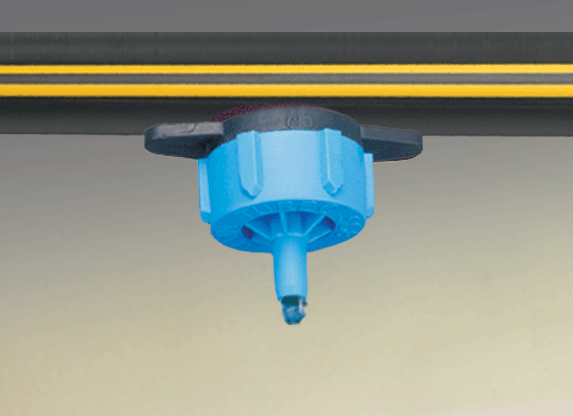
komponenta kapkové závlahy

Kapková závlaha, či kapkové zavlažování (anglicky: Drip irrigation) je druh závlahové metody, který je založen na úsporném dávkování vody, které je cíleně vybráno pro každou rostlinu. Systém umožňuje vodou zavlažovat pouze kořeny rostliny či oblast kolem nich. Díky této metodě se zabrání zbytečnému vypařování vody a je prokázáno, že dojde k úspoře až dvou třetin klasické zálivky. Systém umožňuje individuální nastavení závlahy pro různé typy pěstovaných plodin.
Kapková závlaha se stala pravděpodobně jednou z nejvýznamnějších světových inovací na poli zemědělství od dob výroby postřikového zavlažování ze 30. let 20. století. Moderní technologie kapkové závlahy byla vyvinuta v Izraeli Simchou Blassem a jeho synem Ješajahuem. První experimentální systémy tohoto typu byly zkoušeny v roce 1959. V 60. letech se pak tato velmi účinná metoda zavlažování rozšířila i do Austrálie a severní Ameriky.
Stále častěji je kapková závlaha používaná k závlaze rodinných zahrad, městské zeleně a parků. Mikrozávlahu (kapkovou závlahu) tvoří rozvod tenkých hadiček s velkým množstvím aplikátorů, kterými mohou být jehlové odkapávače, mikropostřikovače, rosiče a další. Tím, že je voda distribuována přímo k rostlině nebo dokonce ke kořenům rostliny, je tento typ závlahy považován za nejefektivnější. Na rodinných zahradách bývá rozvod vody umístěn pod mulčovací kůru nebo fólii, která pak ještě zamezuje odpar aplikované zálivky.
Kapková závlaha bývá běžnou součástí automatického závlahového systému celé zahrady s využitím stejných zdrojů vody. Při průmyslovém použití je kapková závlaha jako samostatné technické řešení závlah.

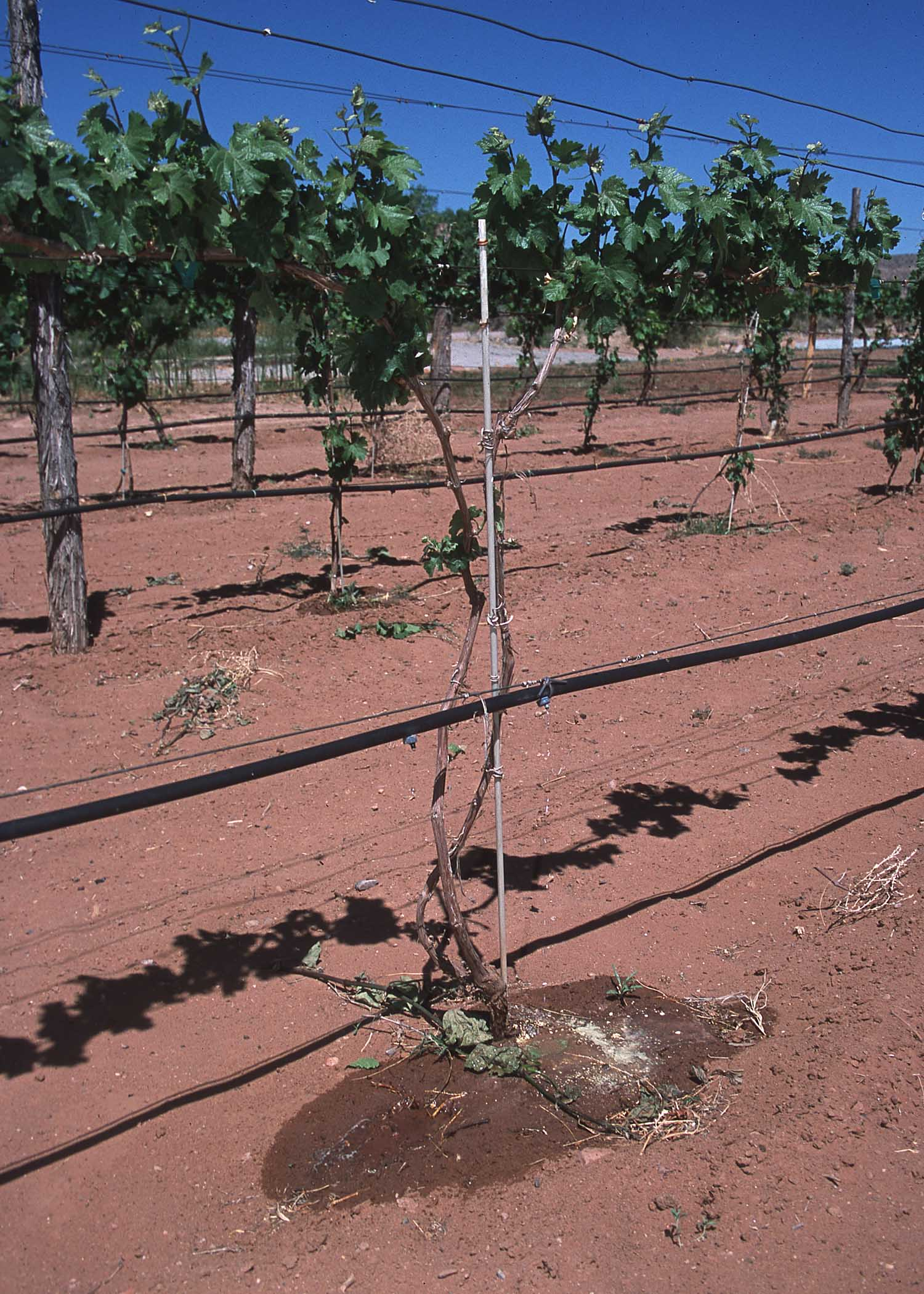
kapková závlaha na vinicích v Novém Mexiku
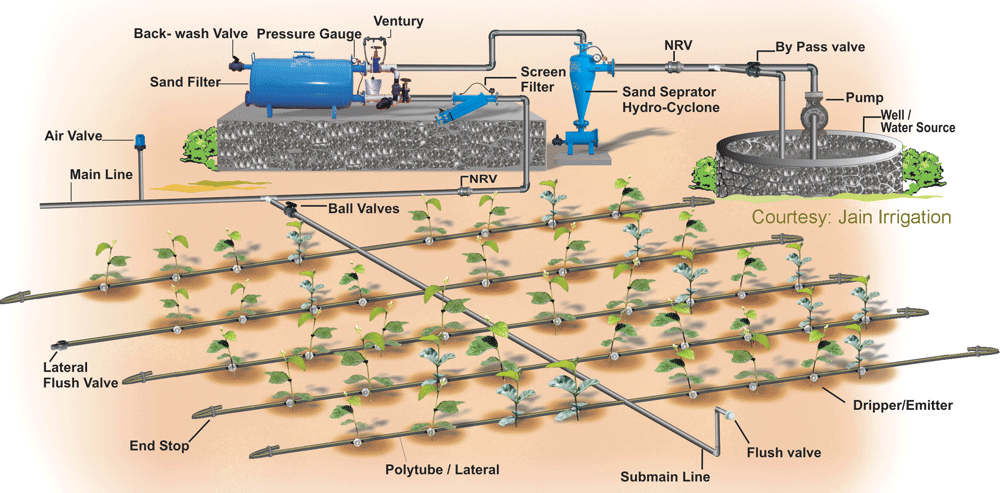
znázornění systému kapkové závlahy
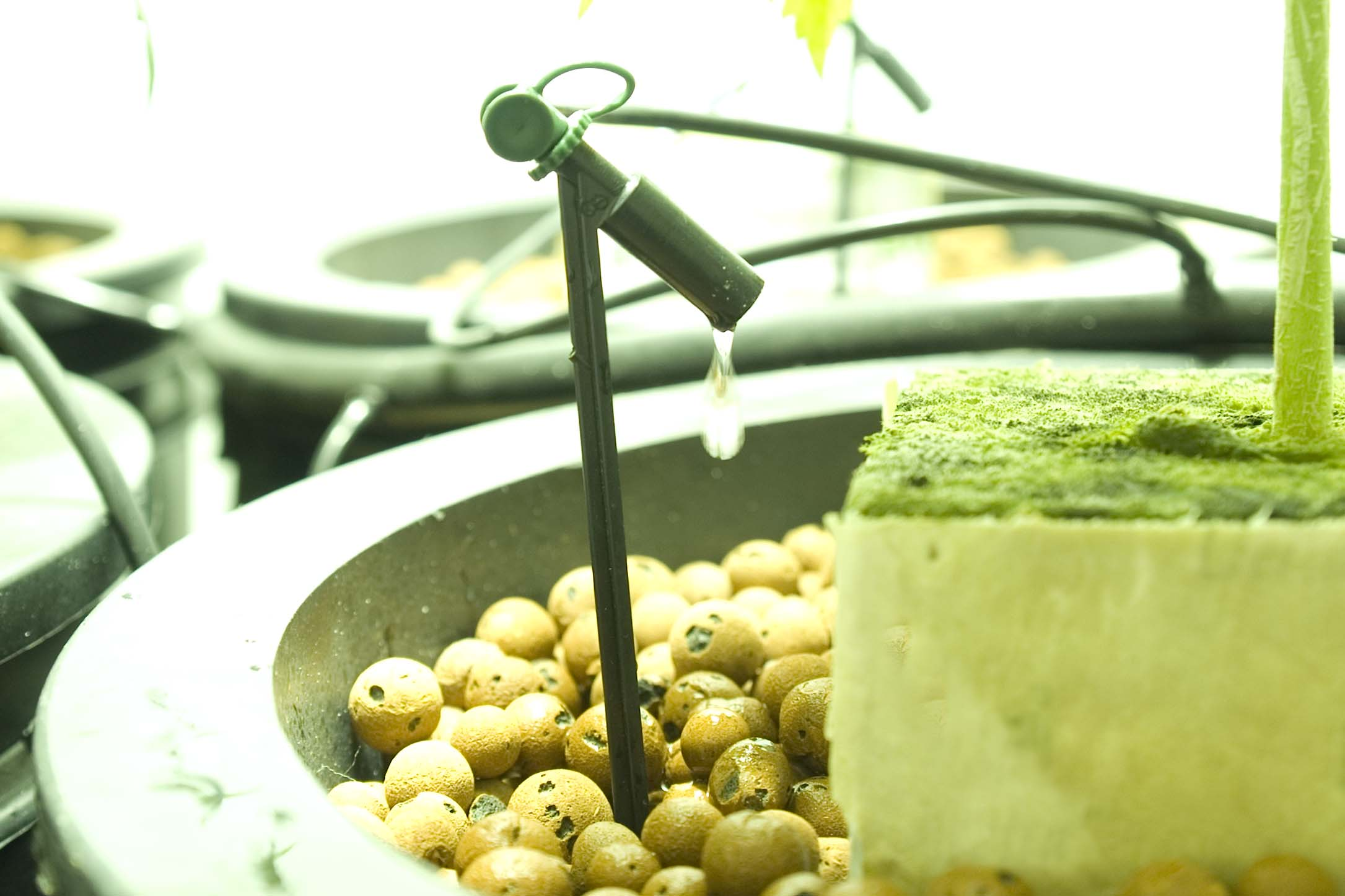
typ kapkové závlahy